# Anabar (Distrikt)
Anabar ist ein Distrikt des Inselstaates Nauru, im Nordosten der Insel. Er grenzt an Ewa und Baiti im Südwesten, an Anetan im Westen, an Ijuw im Südosten und an Anibare im Süden. Er ist 1,5 km² groß und hat 565 Einwohner. Es gibt eine protestantische Kapelle. Anabar ist Teil des gleichnamigen Wahlkreises Anabar.
Anabar hat seinen Namen vom gleichnamigen Dorf Anabar; gemäß Paul Hambruch bedeutet es „wenig Erde“ oder „hart wie Stein“, was auf die dort wenig fruchtbare Küstenzone zurückzuführen ist.

## Historische Dörfer
Bis 1968 war der heutige Distrikt Anabar ein Gau, welcher aus 15 historischen Dörfern bestand.
- Adibor
- Aeibur
- Anabar
- Araro
- Areb
- Atebar
- Atibuyinor
- Atowong
- Bagetareor
- Bodeadi
- Eaterieri
- Imweteyung
- Wereda
- Yaterangia
- Yuwinengin

## Persönlichkeiten
- Ludwig Scotty (* 1948), Politiker und zweimaliger Präsident Naurus